# جان پری (خاورشناس)
جان پری (به انگلیسی: JOHN R. PERRY) (متولد 1942 میلادی) زبان‌شناس آمریکایی و استاد بازنشسته زبان فارسی و تمدن ایرانی در دانشگاه شیکاگو است. او برای آثارش در زمینه شناخت بر زبان فارسی و تمدن ایرانی و تاجیک شناخته شده است.
او جز نویسندگان تاریخ ایران کمبریج بوده است. او همچنین مقالاتی در دانشنامه اسلام دارد.

## آثار
- Karim Khan Zand, A History of Iran 1747-1779, University of Chicago Press, 1979, translated into Persian, 1986, and Kurdish, 2005
- A Tajik Persian Reference Grammar, Leiden and Boston: Brill, 2005